# Novelty Theatre
Le  Novelty Theatre  est un ancien théâtre londonien, qui a ouvert en 1882. Renommé  Great Queen Street Theatre  en 1900, puis  Kingsway Theatre  en 1907, il ferme en 1941 et est détruit en 1959. 

## Localisation
Le théâtre ouvre sur la Great Queen Street (en). On y accède également par la Little Queen Street jusqu'en 1905, puis par la Kingsway Street.

## Historique
Le Novelty Theatre est construit sur des plans de Thomas Verity (en), avec une décoration par E. W. Bradwell. Il ouvre le 9 décembre 1882. Son premier spectacle est un opéra comique, Melita of the Parsee's Daughter, composé par Henry Pontet, livret par Juba Kennerley. 
Son intérieur est reconstruit en 1898-1900 et en 1907, c'est à ces occasions que le théâtre change de nom. De 1900 à 1907, le théâtre est administré par William Sydney Penley (en).
Le théâtre ferme pendant la Seconde Guerre mondiale, le 11 mai 1941. Fortements endommagés par les bombardements durant le Blitz, il reste fermé jusqu'à sa démolition, en 1959. Le site est maintenant occupé par une extension de Newton Street dans Great Queen Street et par un immeuble de bureau.

## Représentations
Parmi les représentations qui s'y donnent, on compte :
- Une reprise de Les Cloches de Corneville et Ascot, par Percy Fendall, en 1883[4].
- Polly or The Pet of the Regiment, d'Edward Solomon et James Mortimer, en 1884[5].
- The Blue Bells of Scotland, par Robert Williams Buchanan, qui y fait sa première en 1887.
- The Alderman, de James Mortimer, Bob, de Fred Marsden, et The Demon, produit par la Russian National Opera Company, en 1888[6].
- La première londonienne de Une maison de poupée, de Henrik Ibsen, en 1889.
- Sins of the Night, mélodrame de Franck Harvey (en), en 1896. Pendant une représentation du mois d'août, Wilfred Moritz Francks poignarde accidentellement Temple E. Crozier, qui en décède[7].
- Le Marchand de Venise en 1897[8].
- La première représentation de la troisième symphonie de Rutland Boughton, en 1939.
- A Little Ray of Sunshine, et des reprises de The Private Secretary (en) et Charley's Aunt par William Sydney Penley (en) en 1900[9].
- La première de Into the Workhouse, de Margaret Nevinson, en 1911.
- La première de The Starlight Express, de Pearn et Elgar, en 1915.
- La première londonienne de la comédie musicale Oh, Boy ! (en) en 1919, qui sera jouée 127 fois.